# Tupaia ferruginea
Tupaia ferruginea is een zoogdier uit de familie van de echte toepaja's (Tupaiidae). De wetenschappelijke naam van de soort werd voor het eerst geldig gepubliceerd door Stamford Raffles in 1821. De soort werd tot 2013 als ondersoort van de gewone toepaja (T. glis) gerekend, maar uit onderzoek bleek het een aparte soort te zijn.

## Voorkomen
De soort komt voor in Indonesië op Sumatra en het eiland Tanahbala in de Batoe-eilanden.